# Michael Chopra
Pour les articles homonymes, voir Chopra.
Michael Chopra est un footballeur britannique d'origine indienne né à Newcastle le 23 décembre 1983. 
Il évoluait dans le club anglais de Blackpool, après avoir été formé dans le mythique club de sa ville natale, Newcastle United, et être passé notamment par Sunderland, Cardiff City et Ipswich Town.
Michael Chopra a joué un total de 60 matchs en Premier League (1re division anglaise).

## Carrière en club

### Cardiff City
Au début de la saison 2009-2010, Michael Chopra est recruté par Cardiff City pour la somme de 4 millions de livres, ce qui constitue un record dans l'histoire du club.
Dès le début de la saison 2010-2011, une blessure à la cheville l'éloigne des terrains pendant deux mois. Il joue ensuite 32 matchs au cours desquels il inscrit 11 buts mais, en mars suivant, il se rompt un tendon et voit sa saison terminée.

### Ipswich Town
À l'issue de la saison 2010-2011 qui voit Cardiff échouer en playoffs pour monter en Premier League, Chopra quitte le club pour lequel il a joué plus de 150 matchs et signe à Ipswich Town, qui évolue aussi en Championship, malgré l'intérêt d'autres clubs.

### Blackpool
Le 25 juillet 2013 il rejoint Blackpool. Le 16 mai 2014 il est libéré du Blackpool.

## Carrière internationale
En novembre 2010, Michael Chopra s'entretient avec le sélectionneur de l'équipe d'Inde, Bobby Houghton, sur une éventuelle incorporation à la sélection en vue de la Coupe d'Asie des nations 2011. Ayant des grands-parents né en Inde, il rentre dans les critères de la FIFA. La reconnaissance dont il jouit sur le continent asiatique trouve son illustration dans la nomination qu'il reçoit en janvier 2011 de concourir pour le titre de sportif britannico-asiatique de l'année.

## Palmarès
Cardiff City
- Play-offs de Championship : finaliste (1)
  - 2009-2010

## Statistiques

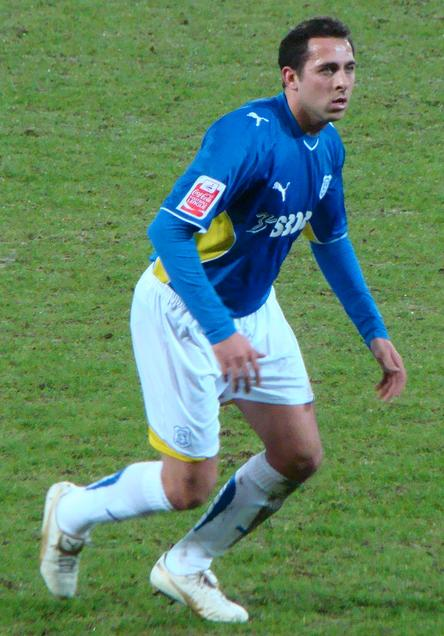

| Saison      | Club              | Pays            | Championnat         | Coupes nationales | Coupes continentales         |
| ----------- | ----------------- | --------------- | ------------------- | ----------------- | ---------------------------- |
| 2002 - 2003 | Newcastle United  | Premier League  | 1 match             | 1 match           | 2 matches (C1)               |
| 2002 - 2003 | Watford           | Championship    | 5 matchs / 5 buts   | 1 match           | -                            |
| 2003 - 2004 | Newcastle United  | Premier League  | 6 matchs            | -                 | -                            |
| 2003 - 2004 | Nottingham Forest | Championship    | 5 matchs            | -                 | -                            |
| 2004 - 2005 | Barnsley          | League One (D3) | 39 matchs / 17 buts | 3 matchs          | -                            |
| 2004 - 2005 | Newcastle United  | Premier League  | 1 match             | -                 | -                            |
| 2005 - 2006 | Newcastle United  | Premier League  | 13 matchs / 1 but   | 4 matchs / 1 but  | 3 matchs / 1 but (Intertoto) |
| 2006 - 2007 | Cardiff City      | Championship    | 42 matchs / 22 buts | 2 matchs          | -                            |
| 2007 - 2008 | Sunderland        | Premier League  | 33 matchs / 6 buts  | 1 match           | -                            |
| 2008 - 2009 | Sunderland        | Premier League  | 5 matchs / 2 buts   | 1 but             | -                            |
| 2008 - 2009 | Cardiff City      | Championship    | 11 matchs / 5 buts  | -                 | -                            |
| 2008 - 2009 | Sunderland        | Premier League  | 1 match             | 1 match           | -                            |
| 2008 - 2009 | Cardiff City      | Championship    | 16 matchs / 4 buts  | -                 | -                            |
| 2009 - 2010 | Cardiff City      | Championship    | 44 matchs / 18 buts | 7 matchs / 3 buts | -                            |
| 2010 - 2011 | Cardiff City      | Championship    | 34 matchs / 9 buts  | 3 matchs / 2 buts | -                            |
| 2011-2012   | Ipswich Town      | Championship    | -                   | -                 | -                            |

Dernière mise à jour : 10 juin 2011